# Sanofi Pasteur
Ne doit pas être confondu avec Institut Pasteur.
Sanofi Pasteur, anciennement Pasteur-Mérieux, est un laboratoire pharmaceutique. Il est l'un des leaders mondiaux des vaccins et fait partie du groupe pharmaceutique Sanofi. Le siège est situé à Paris (dans le 17e arrondissement depuis 2022). Le groupe détient 25 % du marché mondial des vaccins.

## Histoire

Ancien logo.

En 1897, ancien élève de Louis Pasteur, Marcel Mérieux fonde à Lyon l'institut Mérieux avec Henri Carré. Il concentre peu à peu ses activités sur la production de sérums antitétaniques et antidiphtériques, à usage humain et vétérinaire, puis de sérum anti-aphteux. Après la disparition de son fils aîné, le laboratoire est repris par son fils Charles Mérieux (1907-2001) qui, en 1947, implante l'institut à côté des abattoirs de Gerland.
En 1967, est créée la Fondation Mérieux, qui se donne pour mission de faire avancer la médecine préventive dans les pays en développement. Elle est dotée de 15 millions d'euros de budget annuel.

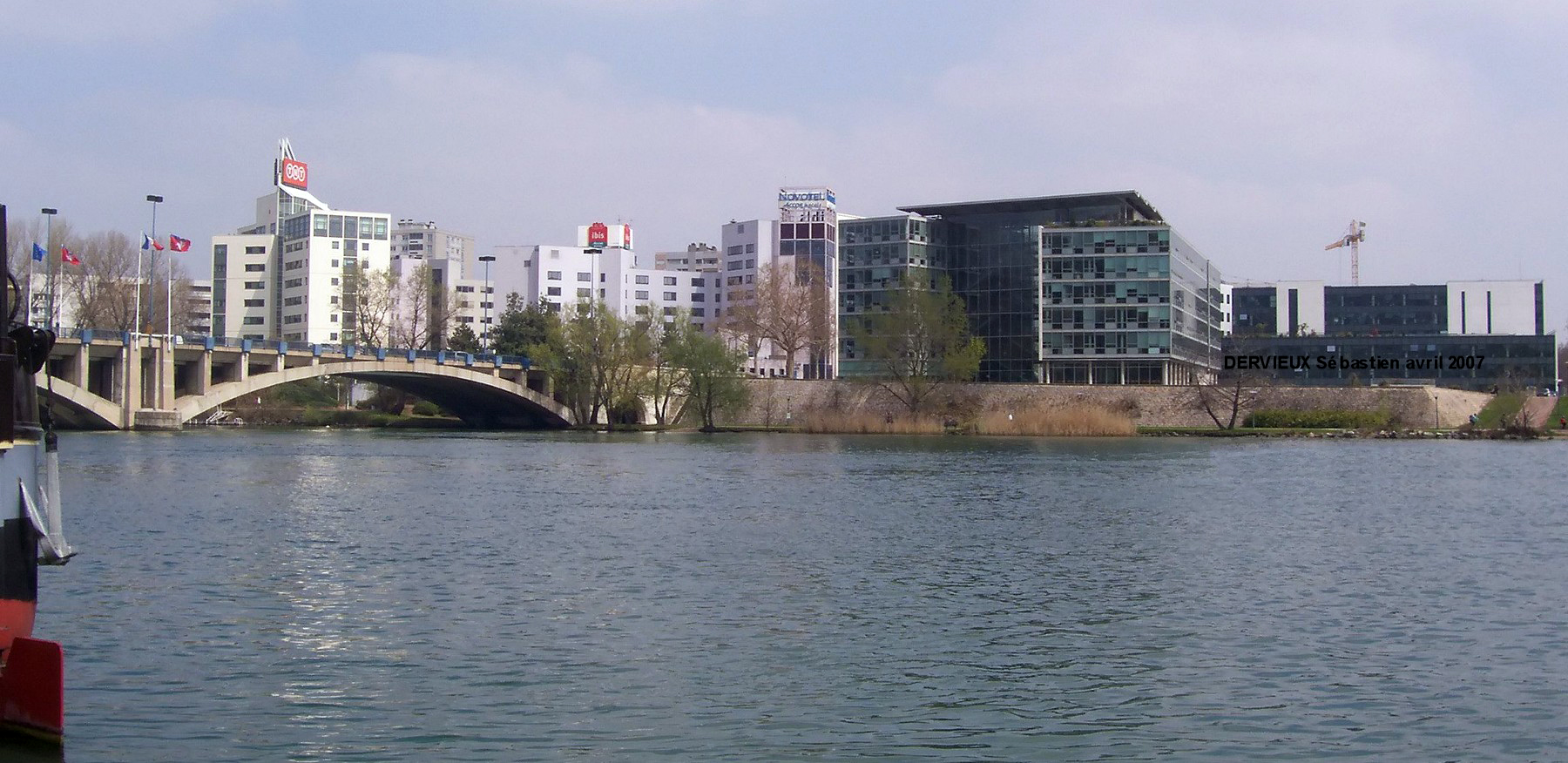
Vue sur l'ancien siège social de Sanofi Pasteur et le pont Pasteur du quartier Gerland à Lyon.

Dans les années 1960, l'institut Pasteur ayant des difficultés financières qui le poussent à demander l'aide de l'État français. Celui-ci en contrepartie demande la création d'une filiale spécialisée dans la production. Ce qui est fait en 1972, avec la création de l'Institut Pasteur Production. Le laboratoire Bellon puis Sanofi, alors filiale d'Elf Aquitaine, entreprise publique, prendront des participations minoritaires dans l'Institut Pasteur Production.
En janvier 1985, les deux secteurs de production sont séparés entre Pasteur-Sanofi Diagnostics, à qui revient la production des produits de diagnostic (réactifs biologiques), et Pasteur-Mérieux, chargé de la production de vaccins et de sérums. L'institut Mérieux devient, lui aussi, majoritaire (51 %) dans son association avec l'institut Pasteur.
Avec le rachat du groupe canadien Connaught Laboratories, en 1989, l'entreprise est renommée Pasteur Mérieux Connaught en 1990. En 1994, Rhône-Poulenc, maison mère de l'institut Mérieux prend la totalité des parts.
En 1999/2000, Pasteur Mérieux devient Aventis Pasteur, au moment de la fusion de Rhône-Poulenc et Hoechst pour former le groupe Aventis,.
En 2004, avec la fusion de Sanofi avec Aventis, l'entreprise devient Sanofi Pasteur.
En décembre 2015, Sanofi Pasteur, la division vaccin de Sanofi est autorisé à mettre sur le marché brésilien Dengvaxia, un vaccin contre la dengue, déjà autorisé au Mexique, aux Philippines et au Brésil. Mais début 2018, après la mort de plusieurs enfants aux Philippines, Sanofi doit stopper brutalement sa campagne de vaccination. En 2017, le directeur du Croissant-Rouge irakien porte plainte contre Sanofi Pasteur et Baxter et demande des dommages et intérêts pour la vente de sang contaminé au VIH en 1989 par l'intermédiaire de l'Institut Mérieux.
En  février 2022, Sanofi annonce sa nouvelle marque et son nouveau logo, avec une identité unique. Les entités Sanofi Pasteur et Sanofi Genzyme, de même que toutes les autres marques acquises par l’entreprise, sont réunies sous une même dénomination et une identité unique – Sanofi.

## Vaccins
Sanofi Pasteur produit des vaccins destinés à prévenir une vingtaine de maladies infectieuses.
Maladies bactériennes :
- choléra
- diphtérie (vaccins DT Polio, Tétravac et Revaxis)
- infections à Haemophilus influenzae type b
- infections à méningocoques
- coqueluche
- infections à pneumocoques (la production du vaccin Pneumo 23 est arrêtée depuis juin 2014, mais la fin commerciale estimée à 2017)
- tétanos
- tuberculose
- fièvre typhoïde

Maladies virales :
- hépatite A
- hépatite B
- grippe
- encéphalite japonaise
- rougeole
- oreillons
- poliomyélite
- rage
- rubéole
- varicelle
- fièvre jaune
- dengue

### Sites de Sanofi Pasteur
- Marcy-l'Étoile, depuis 1917. C'est le plus grand centre au monde consacré à la recherche, au développement et à la production de vaccins. Le site s'étend sur 40 hectares avec 90 bâtiments et près de 3 400 employés[14].
- Swiftwater, en Pennsylvanie, est également l'un des plus vastes complexes au monde destiné à la R&D et à la production de vaccins. Le site à une surface de 200 hectares, avec 59 bâtiments et 2 200 employés.
- Toronto, Ontario, site de 1 150 employés destiné à la production mondiale de vaccins depuis 1914.
- Val de Reuil, centre de production, packaging et de distribution majeur depuis 1973. Environ 700 millions de doses de vaccins sont distribuées dans le monde depuis Val de Reuil.
- Hyderabad, Andhra Pradesh, et les autres sites de Shantha Biotechnics à Medchal et Muppireddipally.
- Canton, Massachusetts.
- Rockville, Maryland.
- Chachoengsao, Thaïlande.
- Pilar, Argentine.
- Deux sites à Shenzhen, en Chine.
- Neuville-sur-Saône (avec trois nouveaux bâtiments consacrés au vaccin contre la dengue).
- Le site mexicain d’Ocoyoacac.